# Новый Пункт
Новый Пункт — посёлок в Кемеровской области, входит в состав Калтанского городского округа.

## История
Законом Кемеровской области в 2010 году в состав Калтанского городского округа из Осинниковcкого городского округа переданы посёлки Новый Пункт, Малиновка, Верх-Теши село Сарбала
Ранее в составе Малиновского поссовета Осинниковского горсовета (Мытарев, Александр Алексеевич. От Абы до Яи : Геогр. словарь Кузбасса. — Кемерово : Кн. изд-во, 1970. — 216 с.)

## География
Находится на правом берегу Кондомы в лесной местности в 14 км к югу от Калтана.

## Население
| 2010 |
| ---- |
| 18   |

## Транспорт
Железная дорога Новокузнецк — Таштагол, остановочный пункт 435 километр.